# Danny Dyer
Danial John ("Danny") Dyer (Newham (Londen), 24 juli 1977) is een Engels acteur. 

## Carrière
Zijn bekendste rollen zijn die als Moff in het komische jeugddrama Human Traffic, zijn hoofdrol als Tommy in The Football Factory, als Billy the Limpet in Mean Machine en als muziekproducer "Kent" Paul in de computerspellen Grand Theft Auto: Vice City en Grand Theft Auto: San Andreas. 
Dyer werd meestal gecast om een ruiger personage te spelen. Een van zijn eerste rollen speelde hij in misdaadseries als Prime Suspect met Helen Mirren en A Touch of Frost en later speelde hij hoofdrollen in legio Britse slasher- en actiefilms. Naar eigen zeggen wilde hij af van dit imago. Sinds 2013 heeft hij een hoofdrol in de Britse soap EastEnders op BBC, als Mick Carter.
Hij presenteert vanaf 2019 de Britse versie van het Amerikaanse spelprogramma The Wall.

## Filmografie
(Selectie)
- 1993: Prime Suspect als Martin Fletcher (aflevering "Prime Suspect 3")
- 1993: The Bill als Darrell Hughes (aflevering "Unlucky for Some")
- 1995: A Touch of Frost als Shaun Everett (aflevering "Dead Male One")
- 1997: Highlander als Andrew Baines (aflevering "Avatar")
- 1999: Human Traffic als Moff
- 2000: Borstal Boy als Charlie Milwall
- 2001: Mean Machine als Billy the Limpet
- 2001: Is Harry on the Boat? als Brad
- 2002: Grand Theft Auto: Vice City als "Kent" Paul (stem, computerspel)
- 2003: Wasp als Dave (hoofdrol)
- 2004: The Football Factory als Tommy Johnson (hoofdrol)
- 2004: Grand Theft Auto: San Andreas als "Kent" Paul (stem, computerspel)
- 2005: Murder Investigation Team als Marc Sharaff (aflevering "Sexual Tension")
- 2005: The Business als Frankie (hoofdrol)
- 2006: Severance als Steve
- 2007: Skins als Malcolm (2 afleveringen, "Cassie" & "Michelle")
- 2007: The All Together als Dennis Earle
- 2007: Straightheads als Adam (hoofdrol)
- 2009: Jack Said als Nathan
- 2009: Malice in Wonderland als Whitey (hoofdrol)
- 2009: Dead Man Running als Bing (hoofdrol)
- 2010: Basement als Gary (hoofdrol)
- 2010: Devil's Playground als Joe (hoofdrol)
- 2010: Dead Cert als Roger Kipling
- 2012: Casualty als Rossy (aflevering "Love Is")
- 2013: Plebs als Cassius (aflevering "The Gladiator")
- 2013–heden: Eastenders als Mick Carter (televisieserie, hoofdrol, 1.000+ afleveringen)